# Почта Ботсваны
BotswanaPost — компания, отвечающая за почтовые услуги в Ботсване. Это полугосударственная компания, на 100 % принадлежащая правительству Ботсваны, подчиняясь Министерству связи, науки и технологий.

## История
Почтовая служба в Ботсване восходит к 1875 году, когда Лондонское миссионерское общество учредило службу. Тогда пары «бегунов» доставляли почту между двумя точками на отрезке от Булавайо в современной Зимбабве до Мафикенга в современной ЮАР. Позже, после постройки железной дороги, бегунов заменил поезд. В конце 1990-х годов почтовое отделение Ботсваны приобрело собственный парк транспортных средств для перевозки почты и посылок. Почтовое отделение, созданное миссионерами в конце XIX века, превратилось в почтовую службу протектората Бечуаналенд. После обретения Ботсваной независимости в 1966 году служба была преобразована в Департамент почты и телеграфа. В то время в число предлагаемых услуг входил Сберегательный банк почтового отделения.
В 1980 году Ботсванская телекоммуникационная корпорация была выделена в качестве независимого полугосударственного органа. Два года спустя Сберегательный банк Ботсваны также был выделен в качестве независимого учреждения. Наконец, в 1989 году Ботсванская почта стала отдельным юридическим лицом. Сберегательный банк Ботсваны заключил соглашение с почтой Ботсваны о предоставлении банковских услуг через почти 120 почтовых отделений по всей Ботсване.

## Назначение генерального директора почты Ботсваны в 2017 году
Корнелиус Раматлхаквана — недавно назначенный генеральный директор BotswanaPost, сменивший Пеле Молета после его внезапной отставки в марте. Назначение Раматлхакване, который был главой по развитию бизнеса в BotswanaPost, было обнародовано Советом директоров. Начальник управления стратегии и коммуникаций Ботсваны Лобоганг Бок подтвердил назначение Раматлхакване кратким заявлением.

## Музей филателии
Почта Ботсваны открыла небольшой филателистический музей в своей штаб-квартире в Габороне.